# آندره پارن
آندره پارن (استونیایی: Andre Pärn؛ زادهٔ ۲۱ سپتامبر ۱۹۷۷) بازیکن بسکتبال اهل استونی بود.